# Nazionale di atletica leggera della Finlandia
La nazionale di atletica leggera della Finlandia è la rappresentativa della Finlandia nelle competizioni internazionali di atletica leggera riservate alle selezioni nazionali.

## Bilancio nelle competizioni internazionali

### Giochi olimpici
La nazionale finlandese di atletica leggera vanta 26 partecipazioni ai Giochi olimpici estivi su 29 edizioni disputate.
Dopo gli ottimi risultati ottenuti nel periodo prebellico, i successi finlandesi ai Giochi si diradarono, attingendo comunque al mezzofondo (si ricordano le due doppiette di Lasse Virén a Monaco di Baviera 1972 e Montréal 1976) e al lancio del giavellotto (20 medaglie in tutto di cui ben 7 successi), sino a giungere ad Atene 2004 che fu la prima Olimpiade senza medaglie.
| Edizione               | Oro          | Argento      | Bronzo       | Totale       |
| ---------------------- | ------------ | ------------ | ------------ | ------------ |
| Atene 1896             | non presente | non presente | non presente | non presente |
| Parigi 1900            | non presente | non presente | non presente | non presente |
| Saint Louis 1904       | non presente | non presente | non presente | non presente |
| Londra 1908            | 0            | 0            | 1            | 1            |
| Stoccolma 1912         | 6            | 4            | 3            | 13           |
| Anversa 1920           | 9            | 4            | 3            | 16           |
| Parigi 1924            | 10           | 5            | 2            | 17           |
| Amsterdam 1928         | 5            | 5            | 4            | 14           |
| Los Angeles 1932       | 3            | 4            | 4            | 11           |
| Berlino 1936           | 3            | 5            | 2            | 10           |
| Londra 1948            | 1            | 2            | 0            | 3            |
| Helsinki 1952          | 0            | 0            | 1            | 1            |
| Melbourne 1956         | 0            | 0            | 3            | 3            |
| Roma 1960              | 0            | 0            | 1            | 1            |
| Tokyo 1964             | 1            | 0            | 0            | 1            |
| Città del Messico 1968 | 0            | 1            | 0            | 1            |
| Monaco di Baviera 1972 | 3            | 0            | 1            | 4            |
| Montréal 1976          | 2            | 2            | 0            | 4            |
| Mosca 1980             | 0            | 1            | 1            | 2            |
| Los Angeles 1984       | 2            | 1            | 1            | 4            |
| Seul 1988              | 1            | 0            | 1            | 2            |
| Barcellona 1992        | 0            | 1            | 0            | 1            |
| Atlanta 1996           | 1            | 0            | 1            | 2            |
| Sydney 2000            | 1            | 0            | 0            | 1            |
| Atene 2004             | 0            | 0            | 0            | 0            |
| Pechino 2008           | 0            | 0            | 1            | 1            |
| Londra 2012            | 0            | 1            | 0            | 1            |
| Rio de Janeiro 2016    | 0            | 0            | 0            | 0            |
| Tokyo 2020             | 0            | 0            | 0            | 0            |
| Totale                 | 48           | 36           | 30           | 114          |

### Campionati del mondo
| Edizione                | Oro | Argento | Bronzo | Totale |
| ----------------------- | --- | ------- | ------ | ------ |
| Malmö 1976              | 0   | 0       | 1      | 1      |
| Helsinki 1983           | 1   | 1       | 1      | 3      |
| Roma 1987               | 1   | 0       | 0      | 1      |
| Tokyo 1991              | 1   | 1       | 1      | 3      |
| Stoccarda 1993          | 1   | 2       | 0      | 3      |
| Göteborg 1995           | 1   | 1       | 1      | 3      |
| Atene 1997              | 0   | 1       | 0      | 1      |
| Siviglia 1999           | 1   | 0       | 0      | 1      |
| Edmonton 2001           | 0   | 1       | 1      | 2      |
| Parigi Saint-Denis 2003 | 0   | 0       | 0      | 0      |
| Helsinki 2005           | 0   | 0       | 1      | 1      |
| Osaka 2007              | 1   | 0       | 0      | 1      |
| Berlino 2009            | 0   | 0       | 0      | 0      |
| Taegu 2011              | 0   | 0       | 0      | 0      |
| Mosca 2013              | 0   | 1       | 0      | 1      |
| Pechino 2015            | 0   | 0       | 1      | 1      |
| Londra 2017             | 0   | 0       | 0      | 0      |
| Doha 2019               | 0   | 0       | 0      | 0      |
| Totale                  | 7   | 8       | 7      | 22     |